# Reguengos de Monsaraz (freguesia)
Reguengos de Monsaraz is een plaats (freguesia) in de Portugese gemeente Reguengos de Monsaraz en telt 7070 inwoners (2001).